# メニエール病
メニエール病（メニエールびょう、英語: Ménière's disease）は、激しい回転性のめまいと難聴・耳鳴り・耳閉感の4症状が同時に重なる症状を繰り返す内耳の疾患である。
疾病名はフランスの医師プロスペル・メニエールが1861年に初めてめまいの原因の一つに内耳性のものがあることを報告したことに由来している。

## 疫学
日本の厚生省特定疾患研究班調査によると、メニエール病は日本では女性に多く、発症年齢は30歳代後半から40歳代前半にピークを持つ山型である。厳密な診断基準に沿った有病率は主な個別調査では人口10万人当たり15 - 18人程度である。渡辺(2012)の推定では、2010年代前半には人口10万人当たり30 - 50人程度まで増加し、日本には4万人 - 6万人程度の患者がいる。ただし、成書では人口10万人当たり16人、男女比はほぼ1、好発年齢を30〜40代とするもの や、40〜50歳に多く女性にやや多いとするもの もある。根拠不明のインターネットサイトには男性に多いとするものまである。めまい患者の内、メニエール病患者は5%〜10%程度である が、ただし、医師によっては原因のよくわからない(必ずしもメニエール病ではない)めまい患者に安易にメニエール症候群やメニエール病の診断名を与えるものがいることに留意されたい。

## 症状

### 発作時主症状
- めまい（突発的で立つこともできないほどの激しい回転性で、かつ数十分以上続く）
- 難聴（特に低音域が障害される）
- 耳鳴り
- 耳閉感

以上の4症状が同時に起き、症状が一旦治まってもその一連の症状を数日から数ヶ月の間隔で繰り返す。

### 発作時付随症状
- 吐き気、嘔吐、冷や汗、顔面が蒼白くなる、動悸、異常な寒気・暑さなどの温感異常、聴覚補充現象（聴覚のリクルートメント現象）などの症状が起きることがある[注 3][2]。

典型的なメニエール病の発作では「視界がはっきりぐるぐる回る強い回転性めまい」と「聞こえ」の主症状に加え強い吐き気・嘔吐を伴う。目がぐるぐる回るために立つこともできず就床するのみで、頭を動かすと症状がさらに強くなるために自発的には頭を動かすことが困難になる。当然、歩くこともできず、トイレにも這って行くほどであるが便座にまともに座ることもできないため排尿も困難なほどである。めまい発作は数十分から数時間、時には半日以上続く。(数十秒程度のめまいはメニエールのものではない）回転性のめまいが治まった後も浮動性めまいや聞こえの症状がさらに続くこともある。
内耳疾患であり脳には異常はないため、目はぐるぐる回り外から見てもあきらかな眼振が見られるが、患者の意識ははっきりしているのが特徴である。めまい発作中は吐き気が続き、顔面が蒼白になり、気温が異常に暑く感じたり寒く感じたりする。
初期には上記の症状であるが、めまい発作を繰り返すうちにめまい発作時以外にも耳鳴りや難聴・聴覚補充現象が起きるようになり、さらに進行するとめまい発作時以外にも耳鳴り・難聴や聴覚補充現象および平衡機能の乱れが常態化するようになる。

## 病態・原因
メニエール病の本態は内耳の内リンパ水腫である とされているが、真の原因は不明。
内リンパ水腫によって前庭と蝸牛の感覚細胞が障害され、突発的で激しい回転性のめまいと同時に、耳鳴りや難聴などの蝸牛障害症状の発作が繰り返す。 内リンパ水腫は内リンパ液の産生と内リンパ嚢における内リンパ液の吸収の不均衡により生じると考えられている。内リンパ水腫は主に一側性であるが、両側性に移行する場合も20%から30%存在する。内リンパ水腫の発生する機序は不明であるが、疫学的に（患者の生活状況調査の傾向から）メニエール病の発症にはストレスが強く相関していることが分かっている。
めまいや聞こえの症状の機序について
内耳はカリウムに富んだ内リンパ液で充填された膜迷路と呼ばれる器官と、骨迷路と膜迷路の間を充填するナトリウムに富んだ外リンパに分かれている。メニエール病の本体である内リンパ水腫（膜迷路に内リンパ液が過剰に貯まり、膨らんだ常態である）の内圧上昇により内リンパと外リンパを隔てている膜が膨張し、ついには破裂すると、カリウムに富んだ内リンパとナトリウムに富んだ外リンパが混合し、平衡や聴覚をつかさどっている感覚細胞が化学的刺激を受けること、あるいは物理的な刺激を受けることなどが、激しいめまいや聞こえの症状として感じられる。内リンパと外リンパを隔てている膜は短時間で閉鎖するが、再度内リンパ液が貯まるとまた膨張・破裂を繰り返し、めまいや聞こえの症状も繰り返す。感覚細胞が刺激を受けることが重なると、感覚細胞の機能がだんだん劣化し、さまざまな症状が常態化するようになる。また、めまい発作時以外に聞こえの症状が出るのは、内リンパ水腫によりリンパ腔内圧が上昇し、聴覚細胞が圧迫されることによるという説もある。

## 診断基準
日本めまい平衡医学会の診断基準では下記の1.2.3.の3点を満たせばメニエール病と確定診断とする。また、1.と3.、あるいは2.と3.のみの場合にはメニエール病の疑いとする。
1. 数十分から数時間の回転性めまい発作が反復する。
2. 耳鳴り・難聴・耳閉塞感がめまいに伴って消長する。
3. 諸検査で他のめまい・耳鳴り・難聴を起こす病気が鑑別（除外）できる。

## 鑑別
メニエール病と鑑別すべきめまいを症状とする疾患には
外リンパ瘻・良性発作性頭位めまい症・前庭神経炎・遅発性内リンパ水腫・突発性難聴・内耳梅毒・ハント症候群・内耳炎・真珠腫性中耳炎・脳腫瘍・自律神経失調症・聴神経腫瘍・椎骨脳底動脈循環不全症・頚性目まい・心因性目まい・貧血・低血圧症・高血圧症・低血糖症・甲状腺機能異常、過換気症候群、薬剤による目まい・脳血管神経障害・外傷による内耳障害などがある。
これらのうち外リンパ瘻や突発性難聴、聴神経腫瘍、内耳炎、真珠腫性中耳炎、内耳梅毒、脳血管・神経障害などは回転性のめまいと聞こえの症状の両方を伴うことがあり、メニエール病に似ているため特に注意して鑑別することが必要になる。

## 診療科・検査
メニエール病の診療科は耳鼻咽喉科である。
メニエール病では低音難聴がみられるので純音聴力検査が必須である。また、メニエール病の本体は内リンパ水腫であるのでグリセロールテストあるいはフロセミドテストや蝸電図で内リンパ水腫の存在を推定できることも重要である。
更に、眼振検査や平衡機能検査やカロリックテストなどで内耳障害の所見を確認し、ABLBテスト、SISIテスト、自記オージオメトリーで聴覚補充現象を確認する。鑑別すべき諸病の除外診断のために頭部のMRIやCT、頚部のレントゲン、あるいは血液検査などの直接内耳には関係ない諸検査もおこなわれることがある。メニエール病の確定診断にはこれらの多くの検査が必要である。

## 治療
病気が完成してしまうと難治であり、早期の治療が重要である。
- 基本的には薬による加療が行われる。

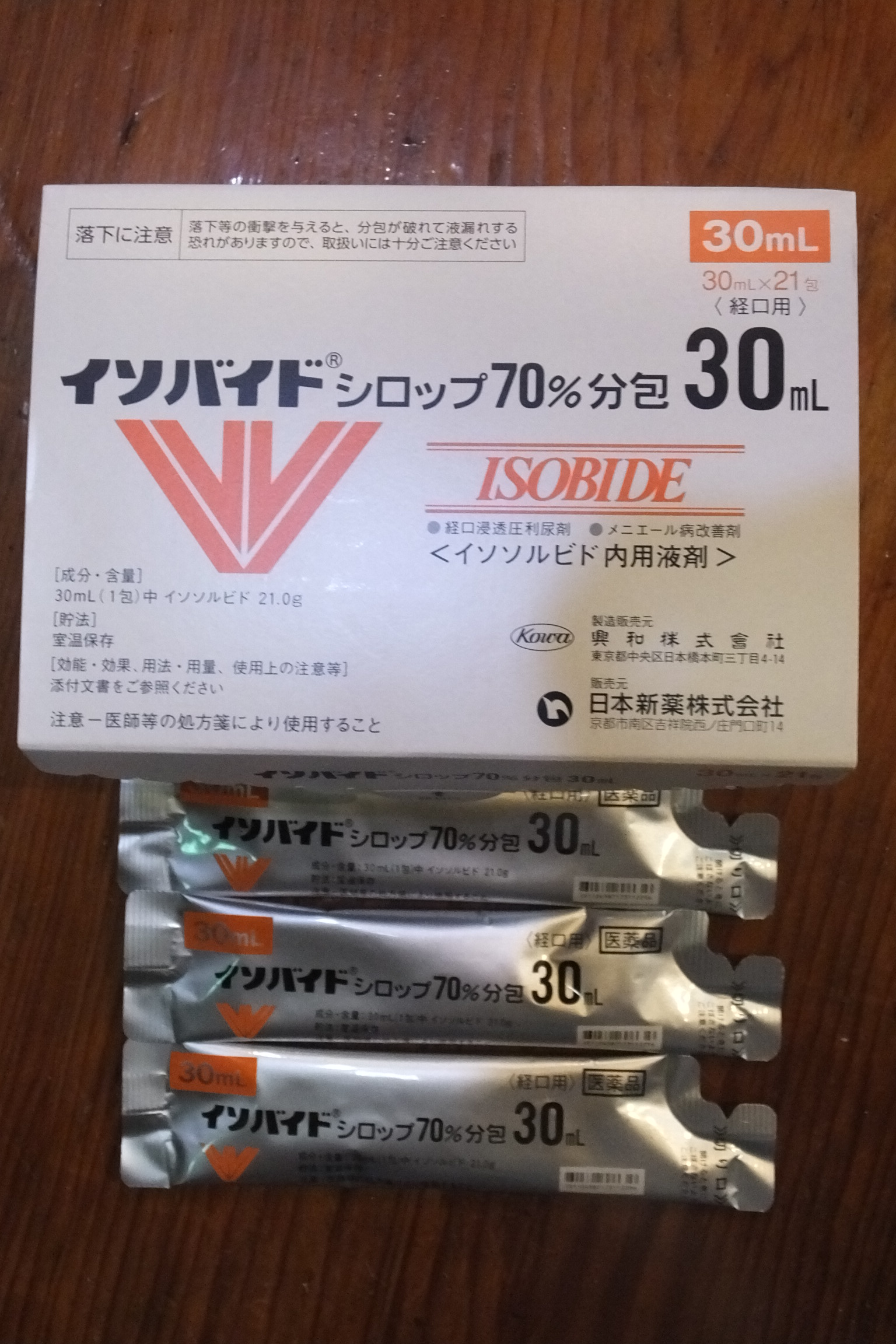
第一選択は強い浸透圧による脱水力で内リンパ水腫を軽減させるイソソルビド（商品名イソバイド）

  - 治療につかわれる薬は多いが、第一選択は強い浸透圧による脱水力で内リンパ水腫を軽減させるイソソルビド（商品名イソバイドやメニレット）などの利尿剤および内耳の血液循環改善薬であるベタヒスチンメシル酸塩である。また田中久夫の後ろ向き比較試験により、イソソルビドゼリー併用群はベタヒスチン群に比べめまい発作時の軽減効果が高いことが報告されている。海外に比べて承認投与量が少ない日本では、ベタヒスチンメシル酸塩に、イソソルビドを患者の症状や服薬コンプライアンスを鑑みながら適宜減量して長期併用投与することは、安全性も含めめまい発作予防を目的とした治療として有用であると考えられる[17][2]。炎症を抑えるためにステロイド剤や精神安定剤、ビタミンB12製剤も使われることがある。聞えの症状がなかなか改善されないときにはステロイド剤が多く使われる[18]。
  - めまい発作時には吐き気を伴うことが多いために内服薬の投与は困難であり、炭酸水素ナトリウム注射液（メイロン）やグリセロール、トラベルミン、制吐剤などが点滴静注される[19]。
  - また、入院治療にてステロイドの点滴静注が行われることもある。
  - 漢方薬では苓桂朮甘湯[20]、五苓散[21]などが用いられる。
- 難治・重症例には内リンパ嚢開放術や前庭神経切断術などの手術が行われることがある[1][22]。
- めまいを軽減するために経鼓膜的に鼓室内へゲンタマイシン（ゲンタシン）などの抗生物質を注入し、平衡感覚をつかさどる前庭細胞の変性をはかる局所治療もある[1][19]。
- 欧米においては減塩治療は一般的である[23]。宮下(2017)らによれば、減塩によって84%の患者でめまいが消失したと報告されている[23]。
- 継続して行われる有酸素運動も有効との報告がある[24]。
- 日本においては2018年6月から健康保険適用の、中耳加圧療法が一部の難治例に有効であるとする報告がある[25][26]。
- 鼓膜ドレーンチューブ留置術[27] や免疫抑制剤なども一部には有効との報告がある。
- 水分摂取療法　十分な水分摂取を患者が行うことで、改善させる全く新しい治療法。[28]（第64回日本めまい平衡医学会で発表した「メニエール病に対する水分摂取治療　第３報」が発表論文最優秀賞を受賞）[29]

## 遺伝
本症は遺伝はしない。

## 予後
本症で生命に危険がおよぶことはない。病気が進行し、難聴や平衡感覚の乱れが常態化すると難治である。
メニエール病の終末期
メニエール病の進行が長期に渡ると、中には両側性のメニエール病に進行するものがある。両側メニエール病がさらに進行しきるとやがて平衡機能が廃絶する。その段階まで進むと激しい回転性のめまいは起きなくなり、平衡機能は脳が代償するが、一方で平衡感覚の乱れや難聴・耳鳴り・補充現象などの症状が固定化し不治となってしまう。この状態がメニエール病の終末期である。

## 不全型
診断基準を満たさず厳密なメニエール病ではない亜型として、蝸牛型メニエール病と前庭型メニエール病、レルモワイエ症候群が存在する。

### 蝸牛型メニエール病
メニエール病と同じく内リンパ水腫を原因とするが激しい回転性のめまいを伴わない。低音が聞こえにくい難聴・耳鳴り・耳閉感を主症状にし、状態がよくなっても再発を繰り返す。再発を繰り返した後にメニエール病に移行することが多い。内リンパ水腫を原因とするのでメニエール病の軽症である不全型ともいえる。
治療はメニエール病に準じ、内リンパ水腫を原因とする急性低音障害型感音難聴とほぼ同義の病気であり、診断名を蝸牛型メニエール病とせずより広範囲な概念である低音障害型感音性難聴とすることもある。

### 前庭型メニエール病
メニエール病と同様の激しい回転性のめまいを特徴とするが、メニエール病と違い難聴・耳鳴りなどの蝸牛症状は伴わない。内リンパ水腫を原因としていないものにこの診断名がつけられることもあり、前庭型メニエール病と診断されたものの精査してみると実際には前庭神経炎や椎骨脳底動脈循環不全症・頸性めまい、その他多数のめまいを症状とする病気に前庭型メニエール病の診断名がつけられていることが多い。内リンパ水腫を原因としていない疾患に「メニエール」の名前をつけることは本来はふさわしくなく、前庭型メニエール病との診断名を用いる場合は、これがメニエール病の不全型であるとの確証がないことを念頭におき原因検索に努めるよう求められている。メニエール病に移行することは少ない。

### レルモワイエ症候群
内リンパ水腫を原因とするが、蝸牛と前庭で内リンパ水腫が生じる時期がずれるため、難聴や耳鳴りとめまいが同時には生じない。難聴や耳鳴りが先行して生じ、長期に続いた難聴や耳鳴りがピークに達したあと、続いてめまいが生じると難聴や耳鳴りがとたんに軽快するといった特異な経過をたどる。

## メニエール症候群
ハンガリーの耳鼻科医Adam Politzerが1867年に「めまい」「耳鳴り」「難聴」の三主徴症状がそろった疾患にメニエール症候群という疾患名を提案した。Politzerの時代には内リンパ水腫は発見されておらず、症状に対してつけられた症状名であった。その後めまいの診断名が混乱した時期があり、その流れで現在でも医師によっては、内リンパ水腫を推定できずメニエール病の診断基準も満たさないめまい患者に安易にメニエール症候群やメニエール病の診断名をつける者が多い。日本めまい平衡医学会では、メニエール病の診断名をつけるに当たってはめまい症例に安易にメニエール病の診断を行うことは適当でないとしている。診断基準に従った診断を行う必要がある。

## メニエール病の発見史
- 1861年、フランスの医師メニエールはめまいを起こした後に死亡した患者の三半規管に出血があったことを発見し、フランスの生理学者フルーランが鳩の三半規管を破壊すると飛べなくなることを発見した報告と合わせて、めまい症の中には内耳が原因のめまい症があることを発見した[37]（ただし、メニエールが診た患者は白血病のために内耳出血をおこしたものであり、今で言うメニエール病患者ではなかった[38]）。
- 1867年、ポリッツァーはメニエールの発見から内耳が原因と思われるめまい症にメニエール症候群という名前をつけたが、これはめまいと聞こえなどの諸症状に対して付けられたもので、病態などは不明なままつけた名前であった（メニエール病以外のめまいを症状とする内耳疾患の多くも含まれる）。
- 1938年に大阪大学の山川とアメリカのホールパイクがそれぞれ独自に内リンパ水腫を発見し、また、メニエール病以外の内耳疾患も多くは病態が判明してきたので、メニエール病は内リンパ水腫を本体とする内耳疾患との定義が確立した[37]。

## 米国における診断基準の変遷
メニエール病は1972年以前から認知されていたが、当時の疾病概念は現在と比べるとあいまいで漠然としたものだった。米国耳鼻咽喉科・頭頸部外科学会 聴覚・平衡感覚部会（American Academy of Otolaryngology-Head and Neck Surgery Committee on Hearing and Equilibrium, AAO HNS CHE）がメニエール病の診断基準を策定し、蝸牛殻型（めまいのないもの）と内耳前庭型（難聴のないもの）の2つの下位分類を設けている。
1972年に同学会が策定した診断基準は以下のとおり。
1. 症状変動をともなう進行性感音難聴
2. 意識不明がなく、つねに前庭性眼震をともなうはっきりとした特徴的なめまいの症状が20分から24時間持続
3. 通常耳鳴りをともなう
4. 緩和と悪化という特徴的な症状の交替がみられる

1985年、「難聴」を「低周波音を特徴とする耳鳴りと関連する聴覚失調」とするなど用語に変更が行われ、1回以上のめまいのあることが診断要件とされた。1995年の変更では以下のような疾患の程度を示す基準が加わった。
1. 確定 - 組織病理学的に確認できる明瞭な病状
2. 確実 - 聴覚失調をともなう2回以上のはっきりとしためまいに加え、さらに耳鳴り、耳閉感のいずれかまたは両方
3. 疑い - 1回のみのはっきりとしためまいと、その他の症状、徴候
4. 見込み - 関連する聴覚失調のないはっきりとしためまい

## 医療機関での扱い

### 厚生労働省（日本）
厚生労働省の特定疾患に指定されていたが、特定疾患治療研究事業の対象ではない。2014年成立の、難病の患者に対する医療等に関する法律（難病法）による、厚生労働省の指定難病リストに存在しない（特定疾病から難病法へ移行の際、対象に入らなかった）。